# ژان-لوک لاگاردر
ژان-لوک لاگاردر (به فرانسوی: Jean-Luc Lagardère) (زاده ۱۰ فوریه ۱۹۲۸ - درگذشته ۱۴ مارس ۲۰۰۳) کارآفرین، بازرگان و مدیر ارشد اجرایی فرانسوی بود، که در سال شرکت لاگاردر را تأسیس نمود.